# Genealogia Regum Danorum

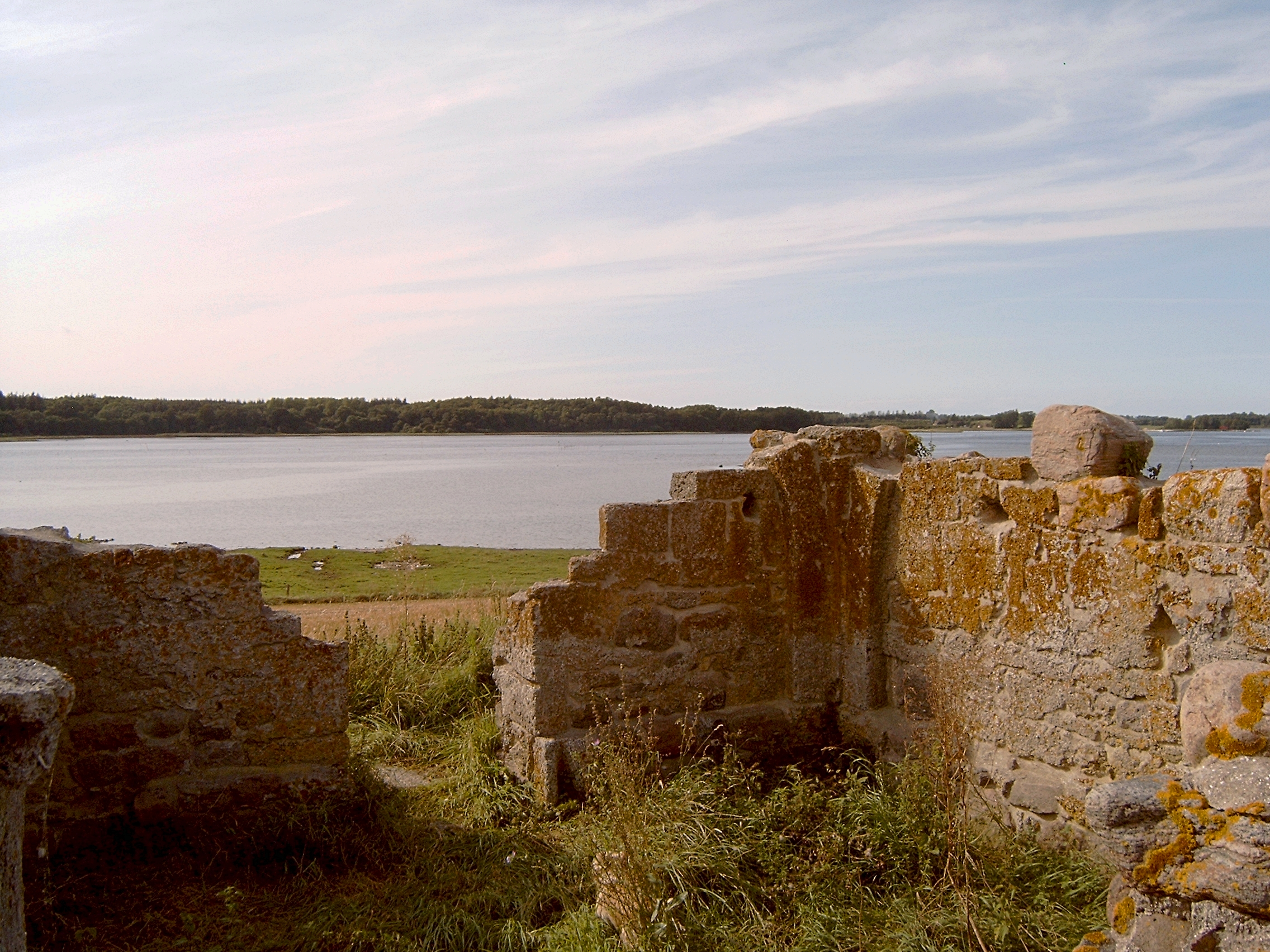
Ruiny klasztoru Wilhelma na wyspie Eskilsø

Genealogia Regum Danorum lub Wilhelmi abbatis Genealogia regum Danorum (pol. Genealogia królów duńskich) – dokument genealogiczny sporządzony w roku 1194 przez opata klasztoru augustianów Wilhelma z Æbelholt.
Genealogia omawia związki pokrewieństwa władców Danii, a przy okazji jest źródłem wielu cennych informacji historycznych, które uzupełniają min. kroniki Adama z Bremy.

## Okoliczności powstania
14 sierpnia 1193 roku król Francji Filip II August, po śmierci pierwszej żony, ożenił się z królewną duńską Ingeborgą, córką króla duńskiego Waldemara I Wielkiego i Zofii Rurykowiczówny. Z nieustalonych powodów dzień po ślubie Filip nagle nabrał „obrzydzenia” do Ingeborgi, odmówił koronowania żony i postanowił natychmiast się rozwieść. Ponieważ Ingeborga sprzeciwiała się tej decyzji, Filip zamknął ją w klasztorze i wystąpił do papieża Celestyna III o unieważnienie małżeństwa. Powodem miało być nieskonsumowanie małżeństwa oraz zbyt bliskie pokrewieństwo. Ingeborga jednak utrzymywała, że do współżycia doszło i małżeństwo jest ważne. 
Aby rozstrzygnąć drugi zarzut Filipa, król Danii wysłał w 1194 roku do Rzymu sędziwego opata Wilhelma, z pochodzenia Francuza ze szlacheckiego rodu, który od ponad 30 lat przebywał w Danii. Wilhelm przedłożył papieżowi swoją pracę genealogiczną, w której przedstawił linię królów duńskich od Haralda Sinozębego do panującego Kanuta VI, brata Ingeborgi. 
Papież Celestyn i jego następca Innocenty III poparli stronę Ingeborgi. Mimo tego rada Francji uchyliła małżeństwo i Filip ożenił się po raz trzeci w 1196 roku. W roku 1200 pod wpływem ekskomuniki Filip odprawił trzecią żonę, ale Ingeborga była więziona jeszcze 13 lat.
Wilhelm zmarł w Æbelholt w Danii w 1203 roku, w wieku 78 lat.

## Wzmianki o ziemiach polskich i pruskich
Charakteryzując postać Kanuta Wielkiego, króla Anglii, Danii i Norwegii z XI wieku (pan. 1016–1035), Wilhelm wspomniał, że pokonał on i uczynił swoimi trybutariuszami Rugijczyków (Roanos), Pomorzan (Pomeranos), Słowian (Sclauos), Warmów (Herminos) oraz Sambów (Samos). 
Jest to najstarsza znana wzmianka o Warmii.
- Tekst łaciński:

De Kanuto, filio Svenonis. Iste Kanutus, cognomento Magnus, filius Svenonis, Angliam patre defuncto usquequaque perdomuit et sibi subiecit. Cuius magnificentia atque uirtus tanta fuit, ut trium regnorum monarchiam teneret, Anglie scilicet, Dacie et Norvegie. Roanos quoque Pomeranos, Sclauos, Herminos et Samos, omnes paganis rittibus deditos, sibi fecit tributaries.
- Tłumaczenie:

O Kanucie, synu Swena. Tenże Kanut, zwany Wielkim, syn Swena, po śmierci ojca podbił Anglię i ją sobie poddał. Jego wspaniałość i siła były tak wielkie, że utrzymał trzy królestwa, mianowicie Anglię, Danię i Norwegię. Także Rugijczyków, Pomorzan, Słowian, Warmów i Sambów, wszystkich którzy byli poganami, uczynił swoimi hołdownikami.